# Aleksandr Żurbienko
Aleksandr Spiridonowicz Żurbienko (ros. Александр Спиридонович Журбенко, ur. w sierpniu 1903 w stanicy Łozowaja, zm. 26 lutego 1940) – funkcjonariusz radzieckich służb specjalnych, major bezpieczeństwa państwowego.

## Życiorys
Syn biednego ukraińskiego chłopa, 1919 skończył szkołę i przeniósł się do Symferopola, od listopada 1920 funkcjonariusz Krymskiej Czeki, od marca 1926 do października 1928 pełnomocnik, następnie starszy pełnomocnik Wydziału Tajnego Pełnomocnego Przedstawicielstwa OGPU na Krymie. Od 1928 członek WKP(b), od 15 marca 1931 do maja 1933 pomocnik szefa Wydziału Tajno-Politycznego Pełnomocnego Przedstawicielstwa OGPU na Krymie, następnie przeniesiony do Moskwy, od października do 11 listopada 1933 szef Oddziału 3, a od 11 listopada 1933 do 10 lipca 1934 Oddziału 4 Wydziału Tajno-Politycznego Pełnomocnego Przedstawicielstwa OGPU w obwodzie moskiewskim. Od 13 lipca 1934 do 9 kwietnia 1935 szef Oddziału 4 Wydziału Tajno-Politycznego Zarządu Bezpieczeństwa Państwowego (UGB) Zarządu NKWD obwodu moskiewskiego, od 9 kwietnia 1935 do 11 listopada 1936 pomocnik szefa Wydziału Tajno-Politycznego UGB Zarządu NKWD obwodu moskiewskiego, od 26 grudnia 1935 kapitan bezpieczeństwa państwowego.
Od 11 listopada do 25 grudnia 1936 szef 3 Oddziału Tajnego Wydziału Politycznego Głównego Zarządu Bezpieczeństwa Państwowego, od 25 grudnia 1936 do 15 kwietnia 1937 szef 6 Oddziału 4 Wydziału Głównego Zarządu Bezpieczeństwa Państwowego, od 15 kwietnia 1937 do kwietnia 1938 szef 9 Oddziału 4 Wydziału Głównego Zarządu Bezpieczeństwa Państwowego, 5 listopada 1937 awansowany na majora bezpieczeństwa państwowego, od kwietnia 1938 zastępca szefa, a od 28 maja do 15 września 1938 szef 4 Wydziału Pierwszego Zarządu NKWD ZSRR, od 15 września do 29 listopada 1938 szef Zarządu NKWD obwodu moskiewskiego. Odznaczony Orderem Czerwonej Gwiazdy (19 grudnia 1937) i Odznaką "Honorowy Funkcjonariusz Czeki/GPU (XV)" (29 grudnia 1933).
29 listopada 1938 aresztowany, 15 lutego 1940 skazany na śmierć przez Wojskowe Kolegium Sądu Najwyższego ZSRR, następnie rozstrzelany. Nie został zrehabilitowany.